# Alexander Gould

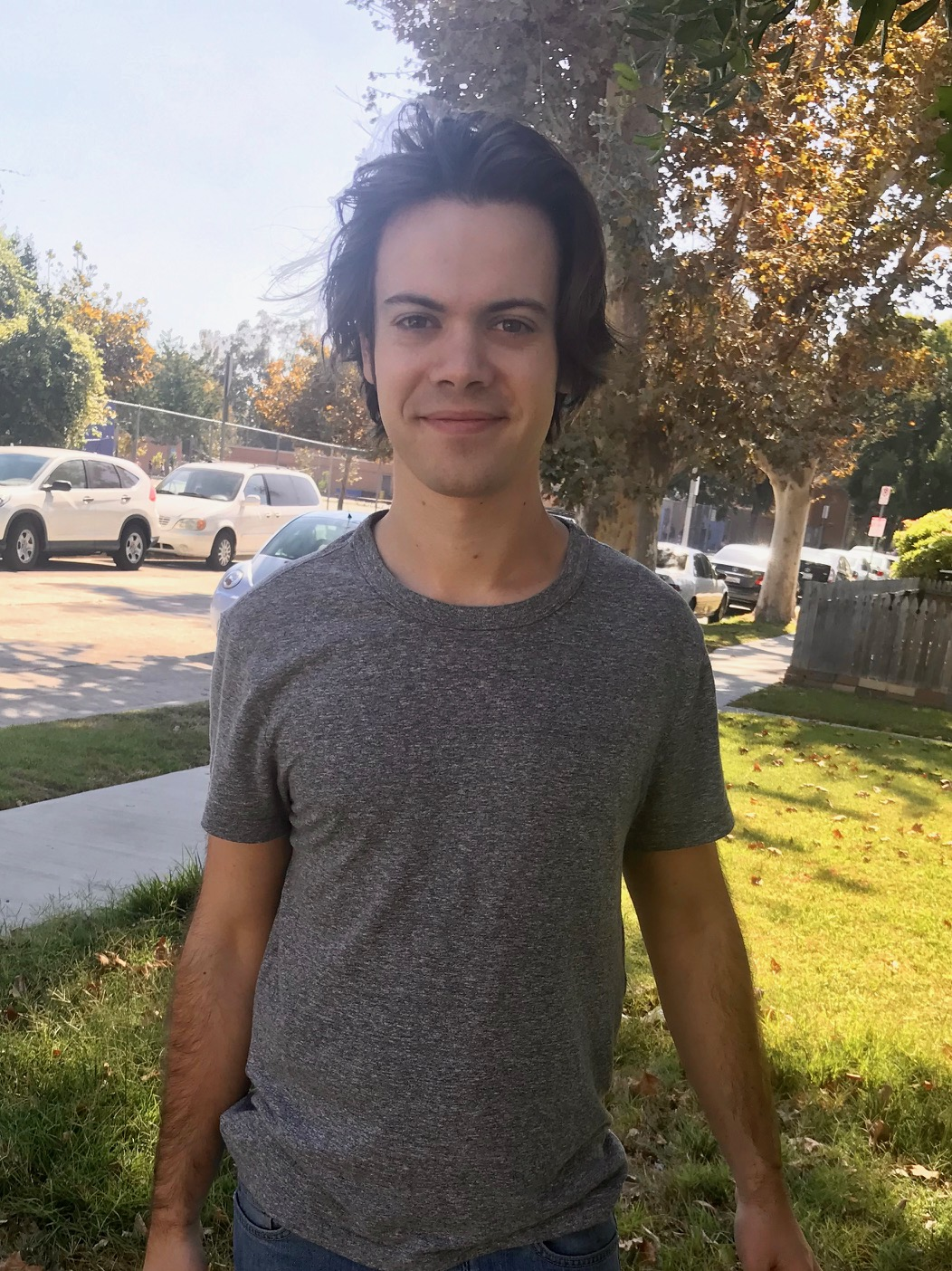
Alexander Gould (2019)

Alexander Jerome Gould (* 4. Mai 1994 in Los Angeles, Kalifornien) ist ein US-amerikanischer Schauspieler und Synchronsprecher.

## Leben
Gould ist das älteste von drei Kindern von Tom Gould und Valerie Zisser. Seine Schwester Kelly ist ebenfalls als Schauspielerin tätig.
Seit seinem vierten Lebensjahr steht Gould vor der Kamera; sein Filmdebüt gab er 1998 in einer kleinen, im Abspann vernachlässigten Rolle in Stadt der Engel. Seither stand Gould in zahlreichen Fernsehserien vor der Kamera. Internationale Bekanntheit erlangte er mit seiner Sprechrolle im Animationsfilm Findet Nemo (2003). Er lieh dem titelgebenden Clownfisch Nemo im englischsprachigen Original seine Stimme und wurde dafür mit dem Young Artist Award ausgezeichnet. Seine nächste Synchronisationsarbeit folgte 2006, als er für Bambi 2 – Der Herr der Wälder die Titelrolle einsprach. Von 2005 bis 2012 hatte Gould eine Hauptrolle in der Fernsehserie Weeds – Kleine Deals unter Nachbarn.
Da er viele öffentliche Termine wahrzunehmen hatte und auch zahlreiche Rollenangebote folgten, wurde Gould zu Hause unterrichtet.

## Filmografie (Auswahl)
Filme
- 1998: Stadt der Engel (City of Angels)
- 2002: They – Sie Kommen (They)
- 2003: Findet Nemo (Finding Nemo) (Stimme)
- 2006: Bambi 2 – Der Herr der Wälder (Bambi II) (Stimme)
- 2016: Findet Dorie (Finding Dory, Stimme)

Fernsehen
- 2000: Malcolm mittendrin (Malcolm in the Middle) (eine Folge)
- 2001: Ally McBeal (zwei Folgen)
- 2001: Eine himmlische Familie (7th Heaven) (eine Folge)
- 2005–2012: Weeds – Kleine Deals unter Nachbarn (Weeds) (102 Folgen)
- 2007: Criminal Minds (Folge 3x05)
- 2008: Pushing Daisies (Folge 2x09)
- 2008: Law & Order: Special Victims Unit (Folge 9x13)
- 2009: Supernatural (Folge 4x15)

## Auszeichnungen
- 2004: Young Artist Award für Findet Nemo